# Michalis Zaropoulos
Michalis Zaropoulos (em grego: Μιχάλης Ζαρόπουλος; Trikala, 12 de julho de 1991) é um futebolista grego que joga como goleiro. Atualmente, joga no Apollon Smyrni.

## Carreira
Zaropoulos começou a carreira no Xanthi FC em 2010. Em 2017, ele assinou um contrato de um ano com o Apollon Smyrni.